# Afrocanthon
Afrocanthon là một chi bọ cánh cứng thuộc họ Scarabaeidae.